# Willibald Utz
Willibald Utz (20 janvier 1893 à Furth im Wald - 20 avril 1954 à Bad Reichenhall) est un Generalleutnant allemand qui a servi au sein de la Heer dans la Wehrmacht pendant la Seconde Guerre mondiale.
Il a été récipiendaire de la Croix de chevalier de la Croix de fer. Cette décoration est attribuée pour récompenser un acte d'une extrême bravoure sur le champ de bataille ou un commandement militaire avec succès.

## Biographie
Willibald Utz s'engage fin 1913 dans l'armée bavaroise en tant que porte-drapeau. En tant que lieutenant, il sert en 1914 dans le 13e régiment d'infanterie (de) et participe aux combats sur le front occidental pendant la Première Guerre mondiale. 

## Décorations
- Croix de fer (1914)
  - 2e Classe
  - 1re Classe
- Insigne des blessés (1914)
  - en Noir
- Croix d'honneur
- Agrafe de la Croix de fer (1939)
  - 2e Classe
  - 1re Classe
- Médaille du Front de l'Est
- Croix allemande en Or (22 mars 1945)
- Croix de chevalier de la Croix de fer
  - Croix de chevalier le 21 juin 1941 en tant que Oberst et commandant de la Gebirgs-Jäger-Regiment 100[1]
- Mentionné dans le bulletin quotidien radiophonique de l'Armée: le Wehrmachtbericht le 11 juin 1941